# Ягодный (Кондинский район)
Ягодный — посёлок в России, в Кондинском районе Ханты-Мансийского автономного округа — Югры. Входит в состав сельского поселения Леуши.
Расположен на южном берегу озера Среднесатыгинский Туман.

## Население
| 2010 |
| ---- |
| 710  |

Население на 1 января 2008 года составляло 834 человек.

## История
Поселок основан в августе 1929 года спецпоселенцами в ходе сталинских репрессий.

### Заселение
1. 1929 год. Основание поселка. На двух баржах к осени привезли 200 человек репрессированных, сопровождаемых 16-ю конвоирами и надзирателем и высадили на берег среднесатыгинского Тумана. На берегу ссыльные построили землянки, в которых переживали зиму. Зимой началась началась раскорчевка леса и постройка первых бараков.[4][5]
2. 1934 год. Прибыла вторая волна репресированных из Сургута[4] куда они были сосланы ранее для сплава леса по Оби.
3. В годы Великой Отечественной войны сюда были сосланы немцы, румыны, калмыки, евреи.[1][6]
4. Переезд жителей из расформированных поселков Карагаево, Мало-Новый, Лева и Сумпанинский.[7]
5. Заселение северных районов в рамках распределения в СССР, свободная миграция населения в стране.

### Формирование названия
В Нахрачинском районе (предыдущее название Кондинского района - это Нахрачинский район) спецпереселенцы основали шесть участков, среди которых современный Ягодный изначально носил название "Участок №3". В связи с множеством дикорастущих ягод название было изменено на "Ягодный". Остальные пять участков со ссыльными также получили названия в соответствии с таблицей:
| Изначальное название | Текущее название |
| -------------------- | ---------------- |
| Участок №1           | Лиственничный    |
| Участок №2           | Мало-Новый       |
| Участок №3           | Ягодный          |
| Участок №4           | Сумпанинский     |
| Участок №5           | Совлинский       |
| Участок №6           | Дальний          |

В окрестностях поселка в основном произрастает клюква, брусника, шиповник, голубика.

## Климат
Климат резко континентальный, зима суровая, с сильными ветрами и метелями, продолжающаяся три-четыре месяца. Лето относительно тёплое, но быстротечное.